# 1907 na política

## Eventos
- 29 de março - o general francês Hubert Lyautey ocupa a cidade de Oujda, no nordeste de Marrocos.
- 27 de agosto - combate de Mufilo em Angola entre o povo ovambo e portugueses.
- 26 de setembro - A Nova Zelândia torna-se independente.
- 16 de novembro - Oklahoma torna-se o 46º estado norte-americano.
- A Europa estava dividida em dois blocos militares antagônicos: a Tríplice Aliança - formada por Alemanha, Itália e Império Austro-Húngaro - e a Tríplice Entente - formada por Reino Unido, França e Império Russo.
- Assinada a Convenção de Praga.
- Antonio Maura y Montaner toma posse como presidente do governo de Espanha, substituindo Antonio Aguilar y Correa.

## Nascimentos
| Data           | Nome                         | Profissão                                                                        | Nacionalidade  | Observações | Ref   |
| -------------- | ---------------------------- | -------------------------------------------------------------------------------- | -------------- | ----------- | ----- |
| 14 de abril    | François Duvalier (Papa Doc) | presidente do Haiti de 1957 a 1971                                               | Haiti          | m. 1971     |       |
| 30 de abril    | Alfredo Nasser               | político                                                                         | Brasil         | m. 1965     |       |
| 11 de maio     | Argemiro de Assis Brasil     | militar                                                                          | Brasil         | m. 1982     |       |
| 5 de julho     | Yang Shangkun                | presidente da República Popular da China de 1988 a 1993                          | China          | m. 1998     |       |
| 17 de julho    | Paul Magloire                | presidente do Haiti de 1950 a 1956                                               | Haiti          | m. 2001     |       |
| 3 de agosto    | Ernesto Geisel               | presidente do Brasil                                                             | Brasil         | m. 1996     |       |
| 2 de outubro   | Víctor Paz Estenssoro        | advogado e presidente da Bolívia de 1952 a 1956, de 1960 a 1964 e de 1985 a 1989 | Bolívia        | m. 2001     | [ 1 ] |
| 15 de novembro | Claus von Stauffenberg       | coronel alemão da II Guerra Mundial                                              | Império Alemão | m. 1944     |       |
| 5 de dezembro  | Lin Biao                     | militar e político                                                               | China          | m. 1971     |       |

## Mortes
| Data          | Nome                | Profissão                                                              | Nacionalidade | Observações | Ref |
| ------------- | ------------------- | ---------------------------------------------------------------------- | ------------- | ----------- | --- |
| 11 de março   | Jean Casimir-Perier | presidente da França de 1894 a 1895 e primeiro-ministro de 1893 a 1894 | França        | n. 1847     |     |
| 19 de Março   | Mariano Baptista    | presidente da Bolívia de 1892 a 1896                                   | Bolívia       | n. 1832     |     |
| 4 de dezembro | Luis Sáenz Peña     | advogado e presidente da Argentina de 1892 a 1895                      | Argentina     | n. 1822     |     |
| 8 de dezembro | Óscar II da Suécia  | rei da Suécia de 1872 a 1907 e rei da Noruega de 1872 a 1905           | Suécia        | n. 1829     |     |